# پیتزای سفید
پیتزای سفید (انگلیسی: White pizza) یک نوع پیتزای ایتالیایی است که بدون استفاده از سس گوجه تهیه می‌شود. این پیتزا معمولاً شامل خمیر پیتزا،روغن زیتون،سیر،پنیر و برخی اوقات چاشنی‌هایی شامل سبزیجاتی مانند اسفناج و گوجه است.
معمولاً از پنیر ریکوتا برای این پیتزا استفاده می‌شود.

## نگارخانه

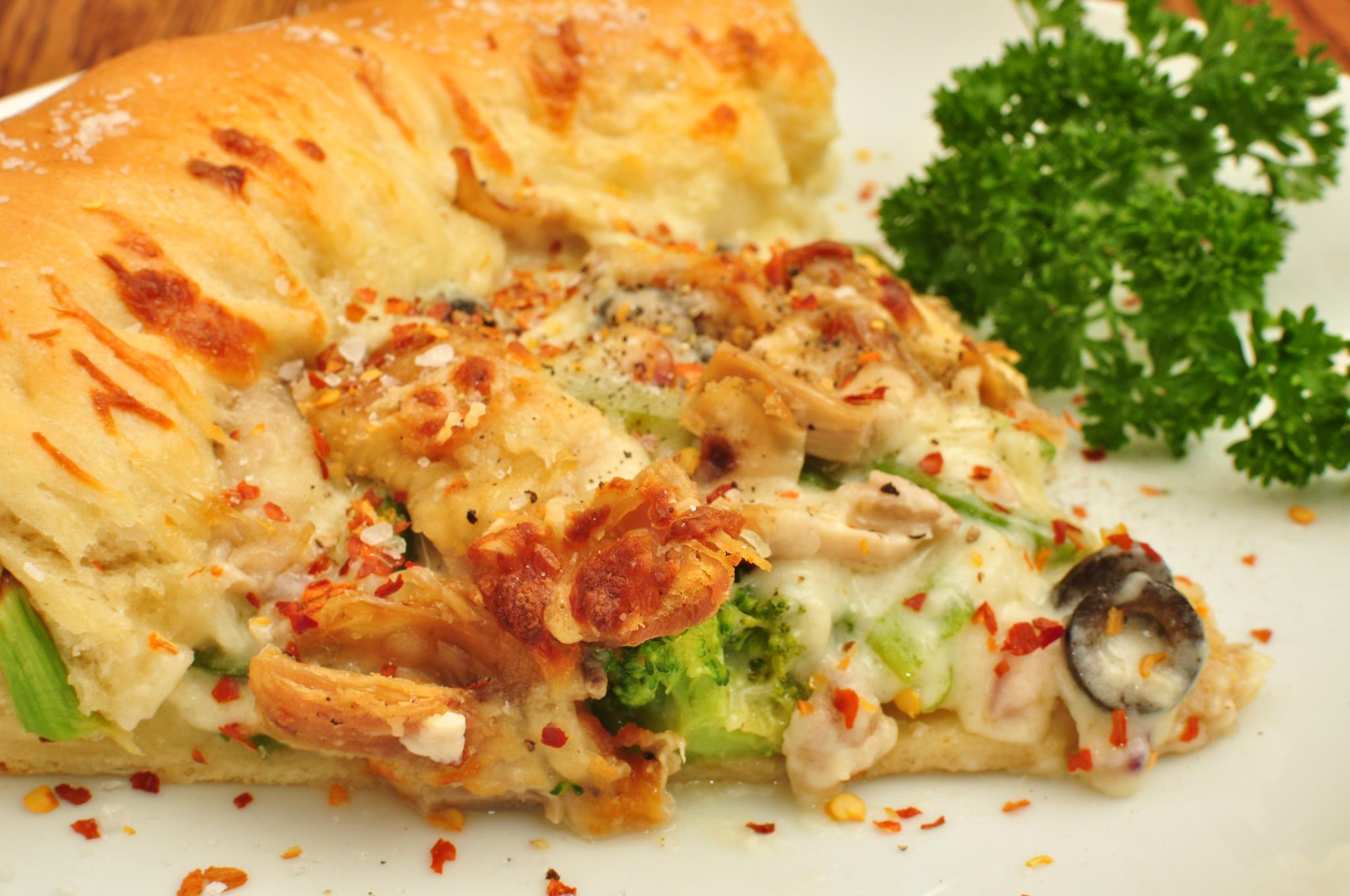
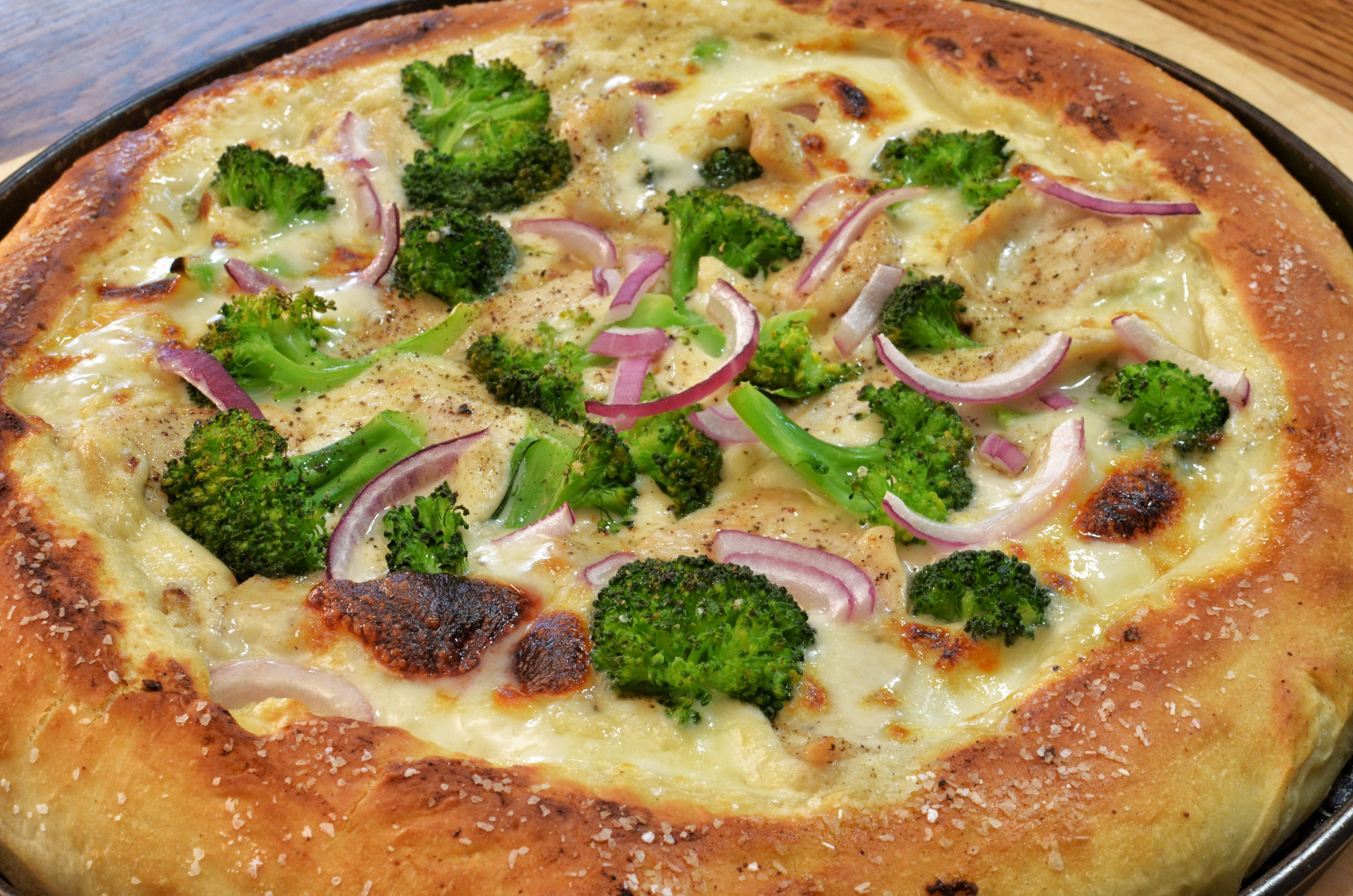